# Pappie loop toch niet zo snel (single)
Pappie loop toch niet zo snel is een nummer van de Nederlandse zanger Herman van Keeken. Het stond in hetzelfde jaar als eerste track op het studioalbum gelijknamige album uit 1971. Op 5 november dat jaar werd het nummer in Nederland en België (Vlaanderen) op single uitgebracht.

## Achtergrond
Pappie loop toch niet zo snel is geschreven door Peter Callander, Peter Koelewijn en Geoff Stephens en geproduceerd door Koelewijn. Het is een Nederlandstalige bewerking van het lied Daddy, Don't You Walk So Fast van Daniel Boone. Het is een smartlap waarin de liedverteller zijn vrouw wil verlaten, maar door de liefde van zijn dochter wordt overtuigd om toch bij zijn familie te blijven. Het is de grootste hit in de carrière van Van Keeken. De zanger werd al in 1961 in de Tuney Tunes Poll als populairste zanger benoemd, maar Pappie loop toch niet zo snel was zijn eerste plaat in de top tien van de Nederlandse hitlijsten. Van Keeken heeft ook een Duitse versie van het nummer ingezongen. De B-kant van de single is Julia, welke als derde track op hetzelfde album te vinden was.
De plaat werd een hit in Nederland en België (Vlaanderen). In Nederland werd de derde positie behaald in zowel de Radio Veronica Top 40 op Radio Veronica als de publieke hitlijst; de Hilversum 3 Top 30 / Daverende Dertig. 
In België (Vlaanderen) bereikte de plaat de zevende positie in de voorloper van de Vlaamse Ultratop 50 en de twaalfde in de Vlaamse Radio 2 Top 30.

## NPO Radio 2 Top 2000
| Nummer met noteringen in de NPO Radio 2 Top 2000 | '99  | '00  | '01  | '02  | '03  | '04  | '05  |
| ------------------------------------------------ | ---- | ---- | ---- | ---- | ---- | ---- | ---- |
| Pappie loop toch niet zo snel                    | 1316 | 1734 | 1793 | 1601 | 1608 | 1721 | 1604 |

1. ↑  Een vetgedrukt getal geeft de hoogste notering aan.
2. ↑  Deze tabel is bijgewerkt tot en met de laatste editie (2024).